# Le Destin d'un homme (film)
 (mai 2025).
Si vous disposez d'ouvrages ou d'articles de référence ou si vous connaissez des sites web de qualité traitant du thème abordé ici, merci de compléter l'article en donnant les références utiles à sa vérifiabilité et en les liant à la section « Notes et références ».
Pour plus de détails, voir Fiche technique et Distribution.
Le Destin d'un homme (en russe : Судьба человека, Soudba tcheloveka) est un film soviétique de 1959, réalisé par Serguei Bondartchouk. Le film, inspiré du récit de Mikhaïl Cholokhov, évoque le drame de la Seconde Guerre mondiale en Russie.

## Synopsis
Lors de l'Invasion de l'URSS par l'Allemagne nazi, un homme et un enfant vont être confronté aux terribles épreuves de la guerre.

## Fiche technique
- Titre original : Судьба человека, Soudba tcheloveka
- Titre : Le Destin d'un homme
- Réalisation : Serguei Bondartchouk
- Scénario : Iouri Loukine, Fiodor Chakhmagonov, d'après le récit de Mikhaïl Cholokhov
- Photo : Vladimir Monakhov
- Musique : Véniamine Basner
- Genre : Guerre, drame
- Studio : Mosfilm
- Format : noir et blanc
- Pays : URSS
- Durée : 103 minutes (noir et blanc)
- Sortie : 1959 (URSS)

## Distribution
- Serguei Bondartchouk : Andreï Sokolov
- Pavel Boriskine : Vania
- Zinaïda Kirienko : Irina, femme d'Andreï Sokolov
- Pavel Volkov : Ivan, voisin des Sokolov
- Youri Averine : Müller commandant de camps de concentration
- Gueorgui Milliar  : soldat allemand
- Pavel Vinnik : colonel russe
- Evgueni Teterine : écrivain
- Anatoli Tchemodourov : colonel adjoint russe
- Lev Borissov : chef d'unité
- Viktor Markine : médecin prisonnier
- Evgueni Koudriachov : Kryjnev, traître
- Vladimir Ivanov : prisonnier
- Piotr Savine : Piotr, ami d'Andreï Sokolov

## Récompenses
- Grand prix du Festival international du film de Moscou de 1959.
- Prix spécial du Festival international du film de Karlovy Vary de 1970.

## Commentaires
Il s'agissait de la première réalisation de Bondartchouk, jusqu'alors acteur dans une dizaine de films.